# The Amityville Horror
Denna artikel handlar om The Amityville Horror-filmerna. För att se artikel om  The Amityville Horror-boken se The Amityville Horror (bok).
The Amityville Horror är en filmserie från mellan 1979 och 2005.

## Inspirerad av riktigt mordfall

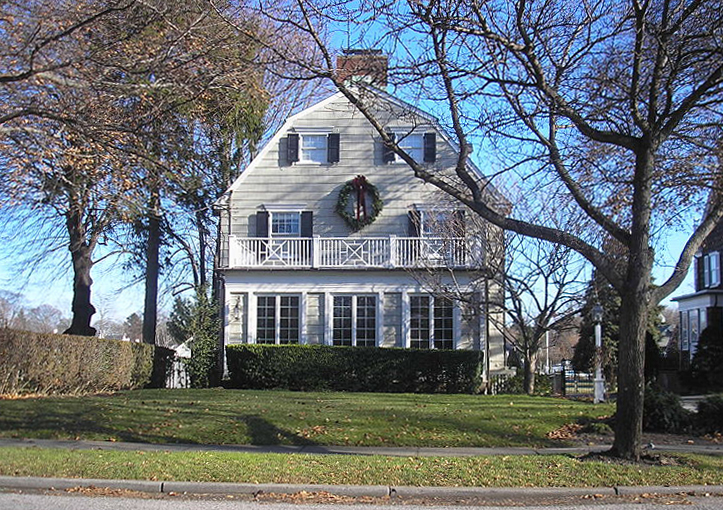
Det berömda huset i Amityville.De karaktäristiska kvartscirkelformade fönstren på övervåningen har ändrats till rektangulär.

Berättelsen är baserad på det verkliga mordfallet, då Ronald DeFeo, Jr. i november 1974 sköt sex familjemedlemmar på 112 Ocean Avenue. I december 1975 flyttade George och Kathy Lutz med deras tre barn in i huset, men lämnade sitt nya hem efter 28 dagar. De påstod att de blivit terroriserade av paranormala fenomen som skapats av huset.

## Filmer

### Skräckfilmer
- Huset som Gud glömde (1979)
- Huset som Gud glömde 2 (1982)
- Huset som Gud glömde 3  (1983)
- Ondskans flykt från Huset som Gud glömde (1989)
- The Amityville Curse (1990)
- Huset som Gud åter glömde (1992)
- Amityville: A New Generation (1993)
- Amityville Dollhouse (1996)
- The Amityville Horror (2005)

### Dokumentärer
- The Real Amityville Horror (2005)
- Amityville: The Final Testament (2010)
- Shattered Hopes: The True Story of the Amityville Murders (2011)
- My Amityville Horror (2011)